# Нанаддан (підрозділ окружного секретаріату)
Підрозділ окружного секретаріату Нанаддан — підрозділ окружного секретаріату округу Маннар, Північна провінція, Шрі-Ланка. Складається з 31 Грама Ніладхарі.